# سن-زاشاری
سن-زاشاری (به فرانسوی: Saint-Zacharie) یک کامین در فرانسه است که در Canton of Saint-Maximin-la-Sainte-Baume واقع شده‌است.

## خصوصیات
سن-زاشاری ۲۷٫۰۲ کیلومترمربع مساحت و ۴٬۹۹۷ نفر جمعیت دارد و ۳۶۲ متر بالاتر از سطح دریا واقع شده‌است.